# بوئين أوزين قجق
بوئين أوزين قجق (بالفارسية: بوئین اوزین قجق) هي قرية تقع في غلستان في إيران. يقدر عدد سكانها بـ 620 نسمة .